# Královská fotografická společnost

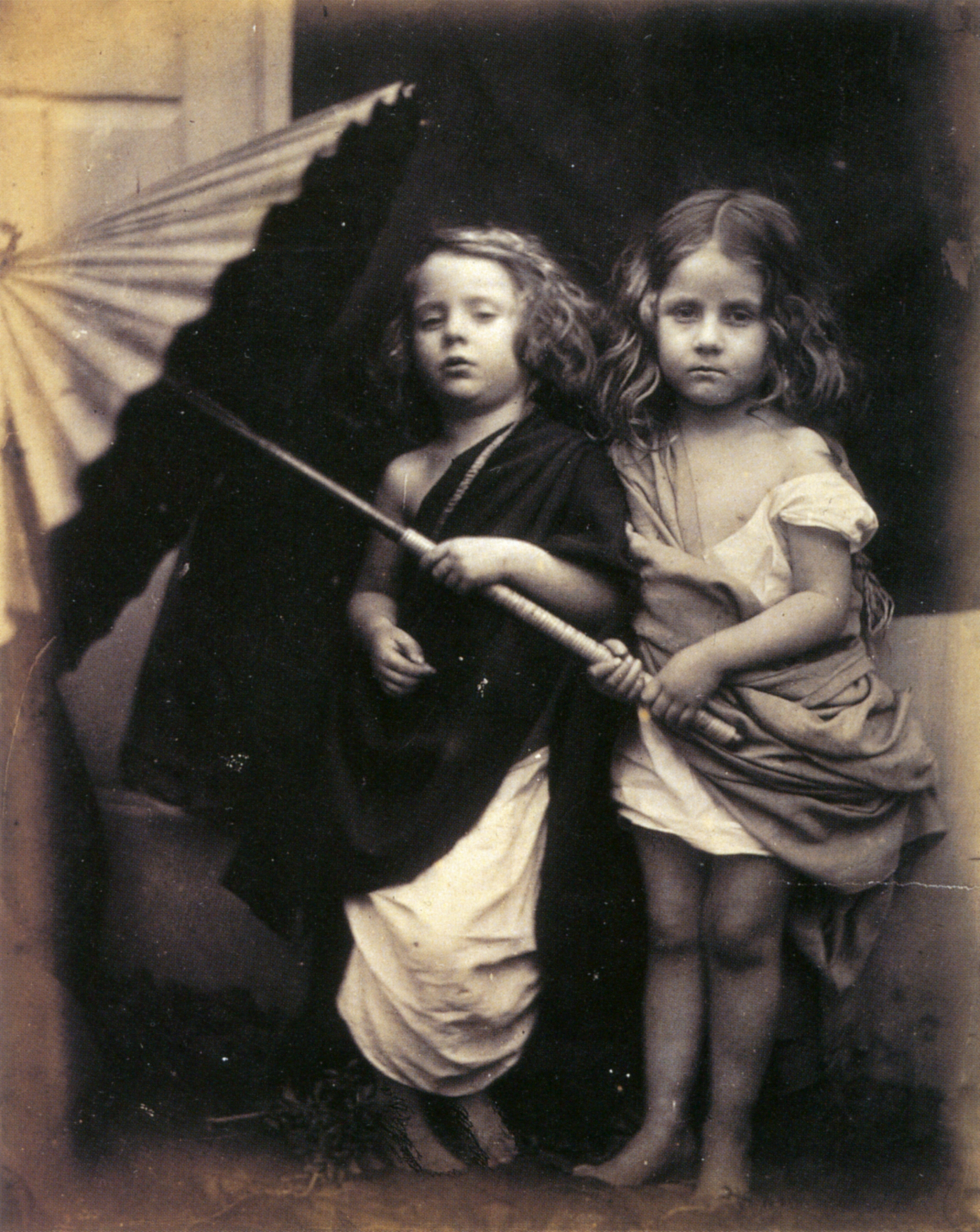
Julia Margaret Cameronová: Paul a Virginie, 1864, albuminová fotografie, 26.4 × 21.1 cm, součást sbírky RPS

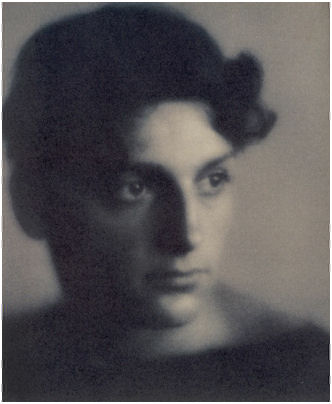
Fred Holland Day: Portrét Nicoly Giancoly, cca 1900, součást sbírky RPS

Královská fotografická společnost anglicky Royal Photographic Society (RPS) byla založena ve Velké Británii v roce 1853 jako organizace The Photographic Society, pro to aby „propagovala umění a vědu fotografie“. V roce 1874 se přejmenovala na Photographic Society of Great Britain, o dvacet let později, v roce 1894 se z ní se souhlasem královny Viktorie stala The Royal Photographic Society of Great Britain. Royal Photographic Society byla garantována Královskou listinou v červenci 2004.
Organizace nabízí a provozuje na různé úrovni rozsáhlý program fotografických přednášek a akcí po celé Velké Británii a v zahraničí prostřednictvím místních a zájmových skupin. Společnost vlastní významnou sbírku historických fotografií, fotografického vybavení a knih, které jsou uloženy v Národním muzeu médií v Bradfordu. Sbírka má název Royal Photographic Society Collection a čítá více než 250 000 fotografií z doby předchozích sto padesáti let. Obsahuje díla umělců jako byli například Roger Fenton, Julia Margaret Cameronová, Alvin Coburn nebo William Henry Fox Talbot.
Organizace vydává magazín Photographic Journal pod vedením žurnalisty Jacka Schofielda.

## Historie
Mezi zakládajícími členy byl například Hugh Welch Diamond nebo Benjamin Brecknell Turner, při zakládání pomáhal také amatérský fotograf a právník Peter Wickens Fry.
Clementina Hawarden poprvé vystavovala na výroční výstavě Fotografické společnosti v Londýně v lednu 1863 a členkou Společnosti byla zvolena v březnu následujícího roku.
Okolo roku 1900 uspořádal pro Královskou fotografickou společnost F. Holland Day expozici The New School of American Photography, kde byla také zastoupena fotografka Zaida Ben-Yusufová. V roce 1859 se stal členem Camille Silvy. Se společností často vystavoval také Angličan James Booker Blakemore Wellington. Další členkou byla Angličanka Sarah Angelina Acland.
Za celoživotní dílo byl zvolen čestným členem Královské fotografické společnosti Henry Peach Robinson, dalším členem byl také Angličan Frederick Hollyer. V roce 1937 byl prvním Australanem s uděleným čestným členstvím v této společnosti Harold Cazneaux.
Od roku 1883 byl členem společnosti Photographic Society anglický divadelní fotograf Alfred Ellis.
Ocenění ARPS získal nizozemský dvorní fotograf a inovátor v oblasti sodíkového osvětlení Franz Ziegler.

## Vyznamenání
Kromě členství ve společnosti je možné získat různá ocenění.
Jmenovitě (od nižšího po vyšší):
- LRPS: Licentiateship Královské fotografické společnosti
- ARPS: Associateship of the Royal Photographic Society
- FRPS: Fellowship of the Royal Photographic Society

Společnost oceňuje - vedle vizuální stránky - také vědce, kteří se zabývají mechanickými, chemickými a technickými aspekty související s fotografií.

### Ocenění
Seznam ocenění:
- Annual Awards
- Centenary Medal
- Colin Ford Award
- Davies Medal
- Fenton Medal
- Honorary Fellowships
- Hood Medal
- J Dudley Johnston Award
- Lumiere Award
- The Society's Member's Award
- Progress Medal[13]
- Royal Colleges Medal
- Saxby Award
- Selwyn Award
- The Royal Photographic Society Award for Outstanding Service to Photography
- Vic Odden Award

### Laureáti FRPS
Nejvyšší ocenění FRPS obdrželi například fotografové Kjo Koike, Martin Parr, Don McCullin, Bob Moore, Bill Wisden nebo Barry Senior.

### Další ocenění
Další ocenění získali například americký portrétní fotograf mužů Pirie MacDonald.

## Výstavy
V roce 1900 se konala reprezentativní výstava Královské fotografické společnosti. Z celkem 375 prací čtyřiceti dvou fotografů patřilo 103 snímků F. Hollandu Dayovi.
Seznam výstav (čerpá z více zdrojů):
- 1933 – The Modern Spirit in Photography, André Kertész
- 1934 – The Modern Spirit in Photography and Advertising, André Kertész
- 1900